# Sun Life Financial
Sun Life Financial Inc. er et canadisk investerings- og forsikringsselskab. De kendes primært for deres livsforsikringer. Virksomheden blev etableret i 1865 i Montreal og har i dag hovedkontor i Toronto.